# Uligísalo
Uligísalo (em grego: Ουλιγίσαλος; romaniz.: Ouligísalos) foi um oficial gótico do século VI, ativo durante o reinado do rei Vitige (r. 536–540). No começo de 537, foi enviado com Asinário para recapturar a Dalmácia. Após ser derrotado em Escardona, uniu-se às forças de Asinário e sitiou Salona. Na primavera de 538, ele estava com o exército de Vitige que retirou-se para Roma. Ele foi colocado no comando de Tuder com 400 homens. Esses godos se renderiam a Belisário em meados do verão de 538 e foram enviados para a Sicília e Nápoles.